# Långmarktjärnen (Attmars socken, Medelpad)
Långmarktjärnen är en sjö i Sundsvalls kommun i Medelpad och ingår i Ljungans huvudavrinningsområde.